# جياك غامض
جياك غامض (الاسم العلمي: Guaiacum dubium) هي نوع نباتي يتبع جنس الجياك من فصيلة القديسية.